# يولمبريدغ (كورنوال)
يولمبريدغ (بالإنجليزية: Yeolmbridge)‏ هي قرية، موقع الفائدة العلمية الخاصة ‏ و Grade I listed structure تقع في المملكة المتحدة في كورنوال.